# Вестли (Калифорнија)
Вестли (енгл. Westley) насељено је место без административног статуса у америчкој савезној држави Калифорнија.

## Демографија
По попису из 2010. године број становника је 603, што је 144 (-19,3%) становника мање него 2000. године.
| Група             | 2000.       | 2010.       |
| Белци             | 93 (12,4%)  | 21 (3,5%)   |
| Афроамериканци    | 8 (1,1%)    | 0 (0,0%)    |
| Азијати           | 4 (0,5%)    | 1 (0,2%)    |
| Хиспаноамериканци | 627 (83,9%) | 579 (96,0%) |
| Укупно            | 747         | 603         |